# Landtagswahlkreis Hannover-Ricklingen
Der Wahlkreis 27 Hannover-Ricklingen ist ein Wahlkreis zur Wahl des niedersächsischen Landtages. Er umfasst seit 2008 die Stadt Hannover mit den Stadtteilen Badenstedt, Bornum, Davenstedt, Mühlenberg, Oberricklingen und Ricklingen, Südstadt ohne statistischen Bezirk Nr. 45 und Wettbergen.
Hervorgegangen ist der Wahlkreis 27 aus Stadtteilen der früheren Landtagswahlkreise 37 Hannover-Südwest und
die namensgebenden Stadtteile Oberricklingen, Ricklingen vom ehemals kleineren Landtagswahlkreis 36 Hannover-Linden.

## Landtagswahl 2022
| Landtagswahl in Niedersachsen 2022 – WK Hannover-RicklingenZweitstimmen %403020100 33,6 %23,6 %19,9 %7,6 %4,6 %3,7 %1,7 %1,5 %1,3 %0,9 %0,6 %1,1 % SPDGrüneCDUAfDFDPLinkeTierschutzPARTEIVoltBasisPiratenSonst.Gewinne und Verlusteim Vergleich zu 2017 %p 12 10 8 6 4 2 0 −2 −4 −6 −8−7,5 %p+11,9 %p−4,6 %p+1,6 %p−2,6 %p−3,0 %p+1,0 %p+0,6 %p+1,3 %p+0,9 %p+0,2 %p+0,3 %pSPDGrüneCDUAfDFDPLinkeTierschutzPARTEIVoltBasisPiratenSonst. |

| Gegenstand der Nachweisung | Gegenstand der Nachweisung | Erst- stimmen | Erst- stimmen | Zweit- stimmen | Zweit- stimmen |
| Bewerber                   | Partei                     | Anzahl        | %             | Anzahl         | %              |
| -------------------------- | -------------------------- | ------------- | ------------- | -------------- | -------------- |
| Wahlberechtigte            | Wahlberechtigte            | 72.442        | 72.442        | 72.442         | 72.442         |
| Wähler                     | Wähler                     | 45.692        | 45.692        | 63,1 %         | 63,1 %         |
| Ungültige Stimmen          | Ungültige Stimmen          | 486           | 1,1           | 310            | 0,7            |
| Gültige Stimmen            | Gültige Stimmen            | 45.206        | 98,6          | 45.382         | 99,3           |
| davon                      |                            |               |               |                |                |
| Sabrina Kahmann            | CDU                        | 9.705         | 21,5          | 9.036          | 19,9           |
| Stefan Politze             | SPD                        | 15.523        | 34,3          | 15.245         | 33,6           |
| Julia Stock                | GRÜNE                      | 11.988        | 26,5          | 10.723         | 23,6           |
| Jan Kirschnick             | FDP                        | 1.905         | 4,2           | 2.070          | 4,6            |
| Jens Keller                | AfD                        | 3.514         | 7,8           | 3.463          | 7,6            |
| Jörg Vebderbosch           | DIE LINKE                  | 1.955         | 4,3           | 1.657          | 3,7            |
|                            | dieBasis                   |               |               | 397            | 0,9            |
|                            | FREIE WÄHLER               | 228           | 0,5           |                |                |
|                            | Die Humanisten             | 160           | 0,4           |                |                |
|                            | Die PARTEI                 | 688           | 1,5           |                |                |
|                            | Gesundheitsforschung       | 95            | 0,2           |                |                |
|                            | Tierschutzpartei           | 784           | 1,7           |                |                |
|                            | PIRATEN                    | 268           | 0,6           |                |                |
| Andreas Badenshop          | Volt                       | 616           | 1,4           | 568            | 1,3            |

## Landtagswahl 2017
Zur Landtagswahl in Niedersachsen 2017 traten im Wahlkreis Hannover-Ricklingen acht Direktkandidaten an. Direkt gewählter Abgeordneter ist Stefan Politze (SPD). Der Wahlkreis trug die Wahlkreisnummer 27.
| Partei                | Direktkandidat         | Erststimmen | Zweitstimmen |
| --------------------- | ---------------------- | ----------- | ------------ |
| CDU                   | Jesse Jeng             | 28,8        | 24,5         |
| SPD                   | Stefan Politze         | 42,8        | 41,1         |
| Bündnis 90/Die Grünen | Julia Stock            | 10,3        | 11,7         |
| FDP                   | Hans-Jörg Schrader     | 4,7         | 7,2          |
| DIE LINKE             | Siegfried Seidel       | 5,7         | 6,7          |
| AfD                   | Reinhard Hirche        | 5,8         | 6,0          |
| BGE                   |                        |             | 0,2          |
| DM                    |                        |             | 0,2          |
| Freie Wähler          |                        |             | 0,2          |
| LKR                   |                        |             | 0,0          |
| ÖDP                   |                        |             | 0,1          |
| Die PARTEI            | Steven Albert Eltzroth | 1,3         | 0,9          |
| Tierschutzpartei      |                        |             | 0,7          |
| Piratenpartei         | Siegfried Egyptien     | 0,5         | 0,4          |
| V-Partei³             |                        |             | 0,1          |

Die Wahlbeteiligung lag mit 65,7 % über dem Landesdurchschnitt dieser Wahl.

## Landtagswahl 2013
Zur Landtagswahl in Niedersachsen 2013 traten im Wahlkreis Hannover-Ricklingen sechs Direktkandidaten an. Direkt gewählter Abgeordneter ist Stefan Politze (SPD). Über die Landesliste zog zusätzlich Thomas Schremmer (Bündnis 90/Die Grünen) in den Niedersächsischen Landtag ein.
| Partei                | Direktkandidat   | Erststimmen | Zweitstimmen |
| --------------------- | ---------------- | ----------- | ------------ |
| SPD                   | Stefan Politze   | 44,8        | 38,1         |
| CDU                   | Mady Beißner     | 32,6        | 25,5         |
| Bündnis 90/Die Grünen | Thomas Schremmer | 13,4        | 18,4         |
| FDP                   | Wilfried Engelke | 2,7         | 9,2          |
| DIE LINKE             | Siegfried Seidel | 4,0         | 3,8          |
| Freie Wähler          | Bettina Weide    | 2,5         | 1,3          |
| Piratenpartei         |                  |             | 2,5          |
| NPD                   |                  |             | 0,6          |
| Die Freiheit          |                  |             | 0,3          |
| PBC                   |                  |             | 0,2          |
| Bündnis 21/RRP        |                  |             | 0,1          |

Die Wahlbeteiligung betrug 61,9 %.

## Landtagswahl 2008
Zur Landtagswahl in Niedersachsen 2008 traten im Wahlkreis Hannover-Ricklingen fünf Kandidaten an. Direkt gewählter Abgeordneter war Stefan Politze (SPD).
| Partei                     | Direktkandidat   | Erststimmen | Zweitstimmen |
| -------------------------- | ---------------- | ----------- | ------------ |
| SPD                        | Stefan Politze   | 40,2        | 33,6         |
| CDU                        | Rainer Beckmann  | 37,2        | 33,6         |
| Bündnis 90/Die Grünen      | Patrick Drenske  | 9,6         | 12,2         |
| Die Linke                  | Agnes Hasenjäger | 7,6         | 8,6          |
| FDP                        | Wilfried Engelke | 5,5         | 8,6          |
| NPD                        |                  |             | 1,4          |
| Mensch Umwelt Tierschutz   |                  |             | 0,5          |
| Die Grauen                 |                  |             | 0,4          |
| Familien-Partei            |                  |             | 0,3          |
| Die Friesen                |                  |             | 0,2          |
| Ab jetzt                   |                  |             | 0,2          |
| Freie Wähler Niedersachsen |                  |             | 0,2          |
| PBC                        |                  |             | 0,1          |
| ödp                        |                  |             | 0,1          |

Die Wahlbeteiligung betrug 57,9 %.